# 美里
美里，是砂拉越的第二大城市、美里省省会，坐落在砂拉越北部，与文莱隔鄰。是砂拉越最早的石油生产地，所以也被称为油城。美里上等石油的开發带动了全馬來西亞的城市发展其中的來源，石油是美里早期和未來的主要经济支柱。后期的经济发展也着重于土产，木材业，农业（主要为油棕种植业），造船业，教育业以及旅游业。美里于2005年5月20日升格为大城市，是马来西亚聯邦第十个大城市。

## 历史
在石油未開發前，美里只是砂拉越北部一个小渔村。最早关于石油发现的记载是在1882年7月31日，Claude Champion de Crespigny（当时居住在砂拉越，峇南的英国人）记载了当地人在人工挖掘的井里发现了石油。可是当时石油只被当地人用来修补船只和点燃油灯。
直到二十世纪初，美里的石油才受到倫敦重视。「盎格魯撒克遜石油」（当时蚬壳公司的子公司），被委任到美里进行考察及开采的工作。1910年8月10日，蚬壳公司的工作人员成功在美里加拿大山上竖立砂拉越第一座钻油台（被称为‘第一号油井’），并开启了砂拉越的石油开采工业。石油給美里帶來迅速的發展和進步。這個油井於1910年被开发後，使用期長達60年，直至1972年才關閉。1912年政府宣布美里成爲砂拉越第四省的行政中心。石油工業的發展吸引许多外地人移居美里。到了1930年代，美里已經成為砂拉越的重要市鎮。大量石油公司的外國職員湧入也让美里社會拥有浓厚的西方文化。
美里油田在第二次世界大战前，是砂拉越的的重要經濟來源。然而，石油的重要性也為美里到來了災難。二戰期間，美里曾因石油而遭受到兩次嚴重的破壞。1941年12月，日軍登陸美里前夕，油田公司在駐守該地的旁遮普軍團協助下，封閉油井和焚燒油田，使美里陷入火海，居民大驚紛紛逃往他處。1945年，日軍在太平洋全面潰退，四月間，美里的日軍開始撤往峇南上游，臨走之前，日军縱火焚燒油田使美里再度陷入火海。美里市區遭到聯軍轟炸，成為一片廢墟。戰後，美里才從廢墟中重建起來。
從1910年到1972年間，石油公司一共挖掘了超過600個油井。1962年期间的開發讓美里的石油逐渐枯竭。1972年，砂拉越蜆殼公司被迫關閉美里的油井，這也使美里的經濟前景不明朗。在1970年代期間，石油公司在美里岸外發現油田和煤氣，使美里的石油工業再現生機。但是它的重要性已經不如從前了，因為美里許多砍伐過的森林地已被改辟為大片油棕園。同時，美里优越的自然條件也讓人民意識到發展其旅遊業的潛能。1991年，一項有關要在2005年將美里提升成為城市的宏願正式被提出，在民主制度下，作為一個地方議會組織，美里市議會便開始進行各項工作，包括提升與改善城市設施等計劃。
在2005年5月20日，美里在砂拉越政府和馬來西亞聯邦政府的批註下，成功升格為城市。

## 地理
美里位於北緯4度23分，東經113度55分，坐落在砂拉越州北部。美里市中心位於美里河西岸，背加拿大山，面向南中國海。它擁有深長的海岸線，由巴甘起至汶萊沿海交接邊界為止。目前，美里市政局所管轄的範圍有26,777平方公里。

### 气候
由于地处于赤道线上又濒临南中国海，美里属于热带性气候。美里有两个季侯风季节：西南季侯风和东北季侯风，常年可分为雨季和旱季。每年9月至翌年4月间为雨季，而4月至8月则为旱季。 美里每年的降雨量平均大约在100至150寸（250至380厘米）之间，全年平均气温介于23到32°C（74〜90°F）。但在极少数情况下，尤其是11月份，12月份和1月份，温度可降低达至17°C。有史以来最低温度记录是于2010年12月，当时温度下降到11°C。

| 美里 (1971–2000)             | 美里 (1971–2000) | 美里 (1971–2000) | 美里 (1971–2000) | 美里 (1971–2000) | 美里 (1971–2000) | 美里 (1971–2000) | 美里 (1971–2000) | 美里 (1971–2000) | 美里 (1971–2000) | 美里 (1971–2000) | 美里 (1971–2000) | 美里 (1971–2000) | 美里 (1971–2000) |
| 月份                         | 1月              | 2月              | 3月              | 4月              | 5月              | 6月              | 7月              | 8月              | 9月              | 10月             | 11月             | 12月             | 全年             |
| ---------------------------- | ---------------- | ---------------- | ---------------- | ---------------- | ---------------- | ---------------- | ---------------- | ---------------- | ---------------- | ---------------- | ---------------- | ---------------- | ---------------- |
| 平均高温 °C（°F）            | 29.9 (85.8)      | 30.2 (86.4)      | 30.9 (87.6)      | 31.3 (88.3)      | 31.6 (88.9)      | 31.5 (88.7)      | 31.2 (88.2)      | 31.3 (88.3)      | 31.0 (87.8)      | 30.7 (87.3)      | 30.5 (86.9)      | 30.3 (86.5)      | 30.9 (87.6)      |
| 平均低温 °C（°F）            | 23.1 (73.6)      | 23.2 (73.8)      | 23.5 (74.3)      | 23.8 (74.8)      | 23.9 (75.0)      | 23.6 (74.5)      | 23.3 (73.9)      | 23.4 (74.1)      | 23.4 (74.1)      | 23.4 (74.1)      | 23.3 (73.9)      | 23.3 (73.9)      | 23.4 (74.1)      |
| 平均降雨量 mm（）            | 240.5 (9.47)     | 160.5 (6.32)     | 134.4 (5.29)     | 177.9 (7.00)     | 193.7 (7.63)     | 204.9 (8.07)     | 179.4 (7.06)     | 210.9 (8.30)     | 249.5 (9.82)     | 317.2 (12.49)    | 295.5 (11.63)    | 349.2 (13.75)    | 2,713.6 (106.83) |
| 平均降雨天数（≥ 1.0 mm）     | 14               | 10               | 9                | 12               | 13               | 12               | 11               | 12               | 14               | 17               | 17               | 18               | 159              |
| 月均日照時數                 | 170.3            | 172.1            | 201.8            | 216.5            | 220.0            | 205.6            | 213.3            | 202.3            | 184.6            | 184.4            | 189.0            | 185.4            | 2,345.3          |
| 来源1：世界气象组织 (联合国) |                  |                  |                  |                  |                  |                  |                  |                  |                  |                  |                  |                  |                  |
| 来源2：NOAA (sun, 1961–1990) |                  |                  |                  |                  |                  |                  |                  |                  |                  |                  |                  |                  |                  |

## 人口
美里是砂拉越境内继古晋之后第二大城市，人口为358,020（大马2010年的人口普查）。其中又以华人居多占了大约55％，伊班族、马来族及马兰诺族次之，其他少数民族包括了加央族、肯雅族、加拉毕族、印度族、比达友族等等。整个砂拉越人口共有约250万人。

## 行政区划（美里縣）
美里縣总面积有4,708平方公里，下分一个副县：峇里奥副县（Niah-Suai Sub-District）。
| 美里 | 美里   | 978.32   | 4,708.00 | 300,543 |
| 美里 | 实务地 | 842.47   | 4,708.00 | 300,543 |
| 美里 | 尼亚   | 2,887.21 | 4,708.00 | 300,543 |

## 市政區
美里省是砂拉越十二個省份之一，而美里市則是美里省的省會，也是聯邦與砂拉越政府其中一個省行政中心。在行政方面，設有省長署、縣長署及聯邦與砂拉越政府各部門，所管轄的範圍为26,777平方公里。
美里市政厅是负责关系美里县的地方政府机构，并有共有25位官委市議員，市政局每月都召開全體議員會議，针對美里的各項市政事務作出商讨与決策。美里市可分为以下区域：
- 史纳丁区
  - 瓜拉峇南（Kuala Baram）
    - 杜当（Tudan）

  - 罗冰（Lopeng）
  - 廉律（Riam）
- 埔奕区
  - 埔奕（Pujut）
  - 珠巴（Krokop）
- 卑尔骚区
  - 市区（Kubu、Bazaar、Merbau、Merpati、Permaisuri、Bintang）
  - 罗东（Lutong）
  - 丹绒（Tanjong）
  - 鲁哇（Luak）
- 蓝卑尔区
  - 峇甘（Bakam）
  - 蓝卑尔（Lambir）
  - 机场（Airport）
  - 都九（Tukau）

## 歷任美里市長
- 1  黃漢文 2005年5月20日 - 2009年
- 2  賴耀松 2009年 - 2014年1月22日 連任 2014年1月22日 - 2016年7月1日
- 3  俞小珊 2016年7月31日 - 2023年4月 連任 俞小珊 2023年4月 -

## 交通

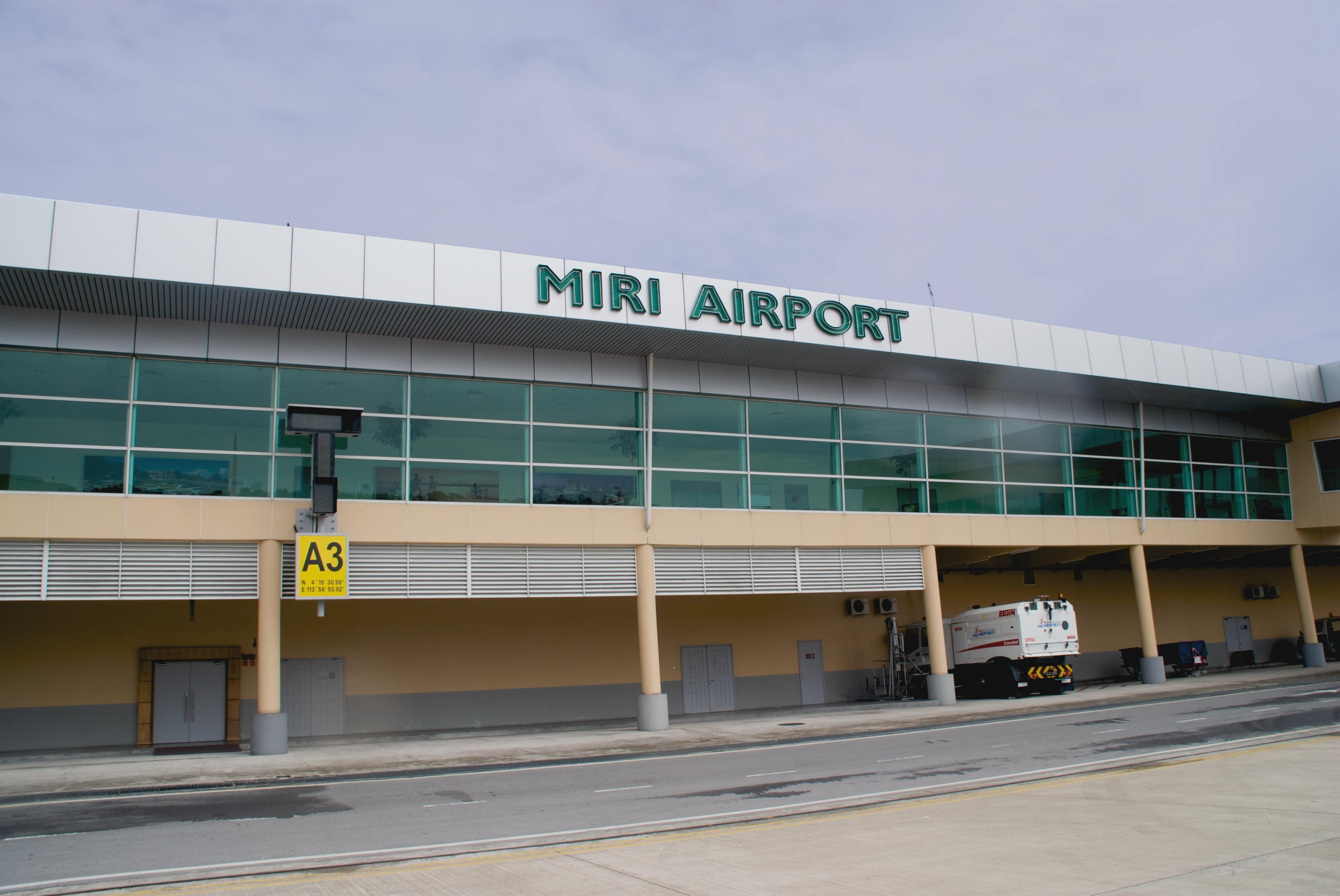
美里機場

美里在水、陆、空的交通都非常发达。身为北砂的门户，美里拥有陆路通往邻国汶莱和邻省民都鲁，这段路是泛婆大道极其重要的一部分；而从美里通往民都鲁的另外一条主干，沿海公路的通车更完善了美里省境内的道路网。
美里則為砂拉越第二大省份。由于大面积的内陆地区都是被热带雨林覆盖的山区因此内陆人民和城市的联系多依赖水路和空路。美里的水路分别能通向海外兼内陆的上游地区，而座落在瓜拉峇南河口的新港口足以让排水量6000顿的货轮停靠，同时也是水路联系上游的一个据点。
美里省境内的内陆机场就有十个之多冠于全国，这使美里机场成为北砂区的小型民航机的大本营。美里机场的搭客人次是继吉隆坡国际机场、古晋国际机场、槟城国际机场、亞庇国际机场之后成为聯邦第五繁忙机场，但在航班班次繁忙方面只居吉隆坡和亚庇之后。由于搭客人数大幅增加，现有的机场已不敷应用，此机场将于不久后进行扩建和提升为国际机场以应付庞大的乘客量。目前，美里机场飞往的主要航线目的地包括了吉隆坡，新加坡，亚庇，古晋，新山以及內陸航線等等。

## 經濟
美里盛产石油，因此被称作为油城。早期的经济发展主要是以石油及象胶与胡椒为主。在70至80年代时期，是美里木桐出口的全盛时期，年出口量高达2千万吨，对推动美里的经济发展起着举足轻重的角色。 
于90年代，砂拉越政府大力推动油棕业发展，许多砍伐过的森林地已被改辟为大片的油棕园。油棕也成为了美里其中一个经济命脉。 除了石油、木材、油棕及农产之外，美里市正在努力开发更多不同的领域以提高人民的生活水准。美里配合迈向旅游城宏愿及2020年发展大蓝图，目前正大事开发旅游景点及提升旅游基本设施，而旅游业和教育也将是美里今後的经济发展重点，以期将美里打造成为一个健康旅游城，

## 教育
科廷大学
科廷大学马来西亚分校(Curtin University, Sarawak Malaysia)是一所占地1200英亩，景色优美和具有最先进设施的大学校园。它是科廷大学最大的国际校园，并在全球200所海外校园中规模之大名列第七。
科廷大学提供从大学预科，本科到更高等的硕士及博士学位。所含盖的学科有企业管理、商业、行政管理、大众传播、科学、工艺及各类工程课程。此外，科廷马来西亚分校也为有意加强英语能力者提供强化英语课程。科廷科技大学马来西亚分校所提供的学术课程的每一个部份，包括课程资料及考试，都和西澳柏斯 （Western Australia, Perth） 总校相同。目前每年有来自约40个国家和地区的学生於砂拉越分校报读，在校学生将近4000名。教学媒介语为英语。它的设立为东南亚学生增加了一个在更靠近家乡的地方考取受国际承认的澳洲高等教育文凭的选择。 
廉律理工学院
美里廉律理工学院（Riam Institute of Technology）为一所非营利的民办独中学院，提供课程如工程（电子电机、机械、汽车电子电机）文凭、商科文凭、会计证书、烹调文凭。
美里朝阳学院

IBS学院

### 华小
| 学校编号 | 地区 | 中文名称     | 马來文名称              | 邮政 编码 | 位置 | 津贴 制度 | 学生 数量 | 坐标                                        |
| -------- | ---- | ------------ | ----------------------- | --------- | ---- | --------- | --------- | ------------------------------------------- |
| YBC4101  | 美里 | 美里北校     | SJK(C) North            | 98000     | 市区 | 全津      | 445       | 4°23′44″N 113°59′32″E / 4.3955°N 113.9922°E |
| YBC4103  | 都九 | 都九华小     | SJK(C) Tukau            | 98000     | 市区 | 全津      | 172       | 4°18′09″N 113°57′29″E / 4.3026°N 113.9580°E |
| YCC4101  | 美里 | 美里中华公学 | SJK(C) Chung Hua Miri   | 98000     | 市区 | 半津      | 1131      | 4°23′34″N 113°59′23″E / 4.3928°N 113.9898°E |
| YCC4102  | 珠巴 | 珠巴中华公学 | SJK(C) Chung Hua Krokop | 98000     | 市区 | 半津      | 1214      | 4°25′20″N 113°59′54″E / 4.4222°N 113.9982°E |
| YCC4103  | 罗东 | 罗东中华公学 | SJK(C) Chung Hua Lutong | 98000     | 市区 | 半津      | 1024      | 4°28′04″N 114°00′16″E / 4.4678°N 114.0045°E |
| YCC4104  | 埔奕 | 埔奕中华公学 | SJK(C) Chung Hua Pujut  | 98000     | 市区 | 半津      | 1315      | 4°26′18″N 114°00′50″E / 4.4384°N 114.0140°E |
| YCC4105  | 巴甘 | 巴甘中华公学 | SJK(C) Chung Hua Bakam  | 98000     | 郊区 | 半津      | 91        | 4°14′23″N 113°57′36″E / 4.2396°N 113.9600°E |
| YCC4106  | 廉路 | 中山华小     | SJK(C) Chung San Miri   | 98000     | 市区 | 半津      | 1541      | 4°20′33″N 114°00′11″E / 4.3426°N 114.0030°E |
| YCC4107  | 杜当 | 杜当中华华小 | SJK(C) Chung Hua Tudan  | 98000     | 市区 | 半津      | 1332      | 4°29′05″N 114°02′40″E / 4.4848°N 114.0444°E |

## 旅遊
美里之所以在2005年5月20日升格為旅遊城市是因为她拥有得天独厚的条件。美里是砂拉越境内许多知名的国家公园的必经之地。
美里省的景点有：
- 姆禄国家公园（拥有世界最大最高的山洞，于2000年被列为世界文化遗产）
- 尼亚国家公园（4万年前曾经有人类居住，这也是砂拉越盛产燕窝的一个地方,于2024年被列为世界文化遗产）
- 蓝卑尔山国家公园
- 罗干布奴国家公园
- 美里實務的珊瑚礁國家公園
- 礱頭國家公園
- 提班山國家公園
- 魯克尼亞暗沙国家公园（潜水天堂）

以及：
- 美里石油博物馆
- 尼亚考古博物馆
- 峇南地方博物館
- 美里手工艺品中心
- 美里鳄鱼农场
- 中央菜市场（Open Air）
- 美里青统夜市
- Jamek清真寺
- 美里大伯公庙（东南亚最大伯公塑像）
- 美里莲花山三清殿
- 卑尔骚自然公园
- 都山海边（可观看蓝眼泪）
- 布莱登海边 (Brighton Beach),旧称丹绒罗邦公园
- Coco Cabana海边（全马最大海马灯塔）
- 鲁哇湾休闲走道
- 美里时代广场
- 人造湖公园 (Bulatan Park)
- 美里公共公园 （Taman Awam Miri）
- 扇形公园 (Miri City Fan)
- 峇里奥高原（美里最著名的峇里奥米产地）

美食：
- 阿生咖哩饭（始于1941年，见证了世界第二次大战）
- 罗鼠粉（70年历史）

购物广场：
- 富丽华购物中心
- 帝宫城市广场
- 美里星城购物广场
- Emart Riam
- Emart Tudan
- MYY Mall
- 柏迈再也购物广场

## 外部連結
- 美里市官方網站 （页面存档备份，存于） （英文）
- 美里旅游资料询问网 （页面存档备份，存于）